# Head (American Horror Story)
"Head" es el noveno episodio de la tercera temporada de la serie de antología y de terror American Horror Story, que se estrenó en FX el 11 de diciembre de 2013 en los Estados Unidos.

## Argumento

### 1991
Un joven Hank Foxx se encuentra en el bosque con su padre (Michael Cristofer), quien pretende enseñarle a cazar. Mientras el padre se adentra entre los árboles para espantar a la presa, Hank espera rifle en mano hasta que una asustada mujer aparece frente a él. Hank duda en disparar, aún con su padre alentándolo a hacerlo, y en un descuido la mujer le envía una bola de fuego, alcanzando al padre. Luego de dispararle a la mujer, el hombre le recuerda a su hijo que nunca olvide "qué" son esas mujeres. 

### 2013
Fiona (Jessica Lange) lleva la cabeza de Delphine (Kathy Bates) de vuelta a Marie (Angela Bassett), y le propone aliarse para hacer frente a los cazadores de brujas. Cuando la reina vudú se niega, Fiona le advierte que una vez que se hayan encargado del aquellare, irán tras ella. Marie le ordena a Queenie (Gabourey Sidibe) que se deshaga de la cabeza de Delphine. 
En la cocina de la Academia, Myrtle (Frances Conroy) mira cómo Cordelia (Sarah Paulson), ciega, intenta hacerse el desayuno. Le pregunta si realmente piensa que es la responsable de haberla atacado, recordándole el día en que Cordelia llegó a la Academia y ella le prometió que sería una madre para ella. Cordelia le responde que sabe que nunca le haría daño. 
Hank (Josh Hamilton) llega  a las oficinas de Delphi Trust. Allí es recibido por el nuevo lugarteniente de su padre. Los tres discuten el rol de Hank como cazador de brujas y los errores que ha cometido, obligando a que sean los hombres de su padre quienes se encargaran de los mismos. Al notar que Hank se alarma cuando le informan que ellos son los responsables del ataque a su esposa Cordelia, su padre le recuerda cuál es su misión. 
Myrtle se encuentra con los miembros del Consejo de Brujería, Quentin (Leslie Jordan) y Cecily (Robin Bartlett), quienes se disculpan por haber cometido el error que llevó a la muerte de Myrtle en la hoguera. Cuando Cecily y Quentin levantan sus copas para brindar, quedan paralizados por una droga que Myrtle había puesto en sus comidas. Les aclara que lo que les sucederá no es un castigo, sino una manera de ayudar al aquelarre, y procede a extraerles un ojo a cada uno. 
Al despertarse, Cordelia se encuentra con que puede ver y que tiene un ojo marrón (tal como Cecily) y uno celeste (como Quentin). Fiona estudia los ojos de Cordelia, preguntándole a Myrtle por los donantes, pero ella los mantiene en el anonimato (Aunque luego se muestra una escena retrospectiva en que Myrtle descuartiza por diversión a Quentin y Cecily después de poner los ojos a Cordelia). Ambas pelean, hasta que Cordelia les recuerda que el peligro para el aquelarre es externo. Al abrazar a Myrtle, Cordelia nota que su poder de visión se ha desvanecido. 
Zoe (Taissa Farmiga) y Madison (Emma Roberts) se reúnen con Nan (Jamie Brewer) en el hospital donde Luke, el vecino, está internado tras el tiroteo, pero la madre de Luke, Joan (Patti LuPone), no las deja entrar a la habitación. Sin embargo, las tres irrumpen y Joan intenta echarlas. Nan comienza a escuchar los pensamientos de Luke y se los transmite a Joan, quien se deja llevar y termina cantándole a su hijo una canción, visiblemente emocionada y tomando de la mano a Nan. 
En el salón de Marie, Queenie fuerza a Delphine, quien es sólo una cabeza, a mirar películas que tocan los temas de los afroamericanos, específicamente la miniserie "Raíces", intentando sensibilizarla. Sin embargo, cuando Queenie abandona la habitación, Delphine cierra sus ojos y comienza a cantar una típica canción del sur de Estados Unidos ("Dixie"). 
Mientras Hank cena solo en su casa, una serie de heridas comienzan a aparecer en su cuerpo, llevándolo a convulsionarse y caer al suelo, producto de un rito vudú que Marie ha comenzado sobre él. Un hombre irrumpe y le dicen que será peor si no cumple con sus promesas. El teléfono suena, y Hank oye la voz de Marie amenazando con que si las brujas no mueren esa misma noche la próxima aguja que ella inserte en el muñeco vudú será a través de su corazón. 
Mientras Cordelia y Misty (Lily Rabe) preparan unas pociones en el invernadero, Hank llega para hablar con Cordelia, pero ella le dice que el divorcio está listo y que busque sus pertenencias en el armario de la Academia. Luego de buscarlas, Hank se tropieza con Fiona y una perra pastora alemán que la Suprema consiguió para proteger al aquelarre. La perra y Fiona dejan a un cabizbajo Hank, cuando el animal comienza a rascar en una puerta, descubriendo a Kyle (Evan Peters). El muchacho acaricia fuertemente a la perra, matándola con su fuerza. 
Siguiendo las palabras de Luke, Nan le dice a Joan que Dios la está juzgando por haber matado a su marido. La mujer se defiende, diciendo que el hombre murió de una reacción alérgica, pero Luke sabe que ella fue la responsable de la muerte de su padre al encerrarlo en el auto con abejas en venganza porque el hombre quería divorciarse de ella tras tener un affaire con una amiga. Enojada, Joan acusa a Nan de mentir, y echa a las tres brujas de la habitación. Al regresar a la Academia, las jóvenes encuentran a Fiona jugando a las cartas con Kyle. La Suprema les dice que lo ha "mejorado" para que actúe como el nuevo perro guardián del aquelarre. 
Cuando Queenie ve que Delphine no aprendió nada con las películas, vuelve a ponerle unas filmaciones sobre derechos civiles acompañada con música emotiva, ya que por más que cierre los ojos Delphine no puede cubrir sus oídos. Esta vez, la mujer parece conmoverse ante la música y las imágenes. Queenie retoma su puesto en el salón, cuando Hank ingresa y comienza a disparar a los presentes, incluida Queenie y Marie, a quien hiere en un brazo. Debilitada, Queenie logra tomar un arma y se dispara a sí misma en la boca, matando a Hank. 
El padre de Hank llora ante las imágenes de su hijo muerto, mientras que Luke despierta de su convalecencia y acusa a su madre del asesinato de su padre. Joan lo ahoga con una almohada. Herida, Marie llega a la Academia, donde es recibida por Fiona.